# Álom doktor (regény)
Az Álom doktor (Doctor Sleep) Stephen King amerikai író 2013-ban megjelent regénye. A mű az egyik nagy klasszikusának számító A ragyogás (1977) című mű folytatásának tekinthető, amelyben az abból kisgyerekként megismert Danny Torrance immár felnőttként jelenik meg. A regény elnyerte Amerikában a Bram Stoker-díjat a 2013-as év legjobb regénye kategóriában.
A műből 2019-ben mozifilm készült Michael Flanagan rendezésében, Ewan McGregor és Rebecca Ferguson főszereplésével.

## Cselekmény
|  | Alább a cselekmény részletei következnek! |

A könyv első része Danny Torrence felnőtté válását meséli el, ahogy megbirkózik A ragyogásból ismert Panoráma hotelben történtek hatásaival és megtanulja uralni különleges képességét. A történet másik szála eközben bevezet egy Abra Stone nevű kislányt, aki szintén „ragyog”, ráadásul sokkal erősebben, mint Danny. Egy harmadik pedig az Igaz Kötés nevű, Amerikát lakókocsikban járó természetfeletti lényeket, akik olyan gyerekekkel táplálkoznak, akik ragyognak. Abra és Danny sorsa végül összefonódik, és közösen szállnak szembe a „vámpírokkal”.
|  | Itt a vége a cselekmény részletezésének! |

## Magyar nyelvű kiadás
- Álom doktor; fordította: Szántó Judit; Európa, Budapest, 2014